# Григорий XV
Григорий XV (на латински: Gregorius PP. XV), роден Алесандро Лудовизи, е папа на Римокатолическата църква от 1621 до 1623.
Бъдещият папа е роден е в Болоня в благородническото семейство на Помпео Лудовизи и Камила Бианкини. Завършва колеж в Рим, където учи философия и теология. След това завърша университета в Болоня. Там получава юридическо образование. Приема свещенически сан и постъпва на папска служба в римската курия. През 1612 г. е назначен за архиепископ на Болоня, а 2 години по-късно става кардинал. Той е активен пропагандист на Контрареформацията. През 1621 г., след смъртта на Павел V, благодарение на влиянието на кардинал Боргезе, Людовизи е избран за папа и приема името Григорий XV.
Като папа той поддържа много религиозни ордени, но с неговото покровителство особено се ползват йезуитите. През 1622 г. папата канонизира техния основател Игнаций Лойола и най-успешния им мисионер Франциск Ксаверий. Във външната си политика Григорий поддръжа император Фердинанд II в опитите му да се сближи с англиканската църква. Григорий не се отказва от папската привилегия да протежира свой роднина - това е 25-годишният Лудовико Лудовизи, когото той назначава за кардинал. С папско назначение за кардинал на Франция е ръкоположен и Ришельо.